# 施仲衡
施仲衡（1930年11月—2024年12月23日），上海人，中华人民共和国科学家、中国工程院院士。

## 生平
1950年，考取北方交通大学唐山工学院桥梁隧道系，后提前毕业奔赴朝鲜，参加交通大学第三批抗美援朝工程队，负责抢修机场。1955年选派到苏联莫斯科铁道学院攻读地下铁道专业研究生，1959年学业期满，获副博士学位。1983年，担任北京城建设计研究院总工程师，主持中国地铁与轻轨项目与评估。1999年，当选中国工程院院士。